# Teckenamnesi
Teckenamnesi är ett fenomen där erfarna talare av vissa östasiatiska språk glömmer bort hur man skriver kinesiska tecken som tidigare varit kända för dem. Fenomenet är starkt kopplat till långvarig och omfattande användning av inmatningssystem som använder sig av romanisering för att skapa tecken. Frågan anses viktig och är omskriven i både Kina och Japan. Modern teknik som mobiltelefoner och datorer låter användare skriva kinesiska tecken med hjälp av fonetisk transkription utan att behöva veta hur de skrivs för hand, endast genom att behöva känna igen tecknen. Huruvida fenomenet är så utbrett eller oroväckande som vissa har hävdat är föremål för debatt.